# 3045 Alois
3045 Alois (1984 AW) là một tiểu hành tinh vành đai chính được phát hiện ngày 8 tháng 1 năm 1984 bởi Wagner, J. ở Flagstaff (AM). Nó được đặt theo tên Alois T. Stuczynski, the discoverer's grandfather [MPC 9479].